# Divadlo Esence
Divadlo Esence je amatérské divadlo, které vzniklo v dubnu 1982 spojením divadelního souboru Maryša (založen v roce 1973 při Jonáš–klubu v Praze) s divadelní skupinou Esence, založenou v roce 1980 a působící v klubu Tesla Strašnice na Vinohradech. Mateřskou scénou divadla je od roku 1993 Dům dětí a mládeže „Karlínské Spektrum“ v Praze 8.

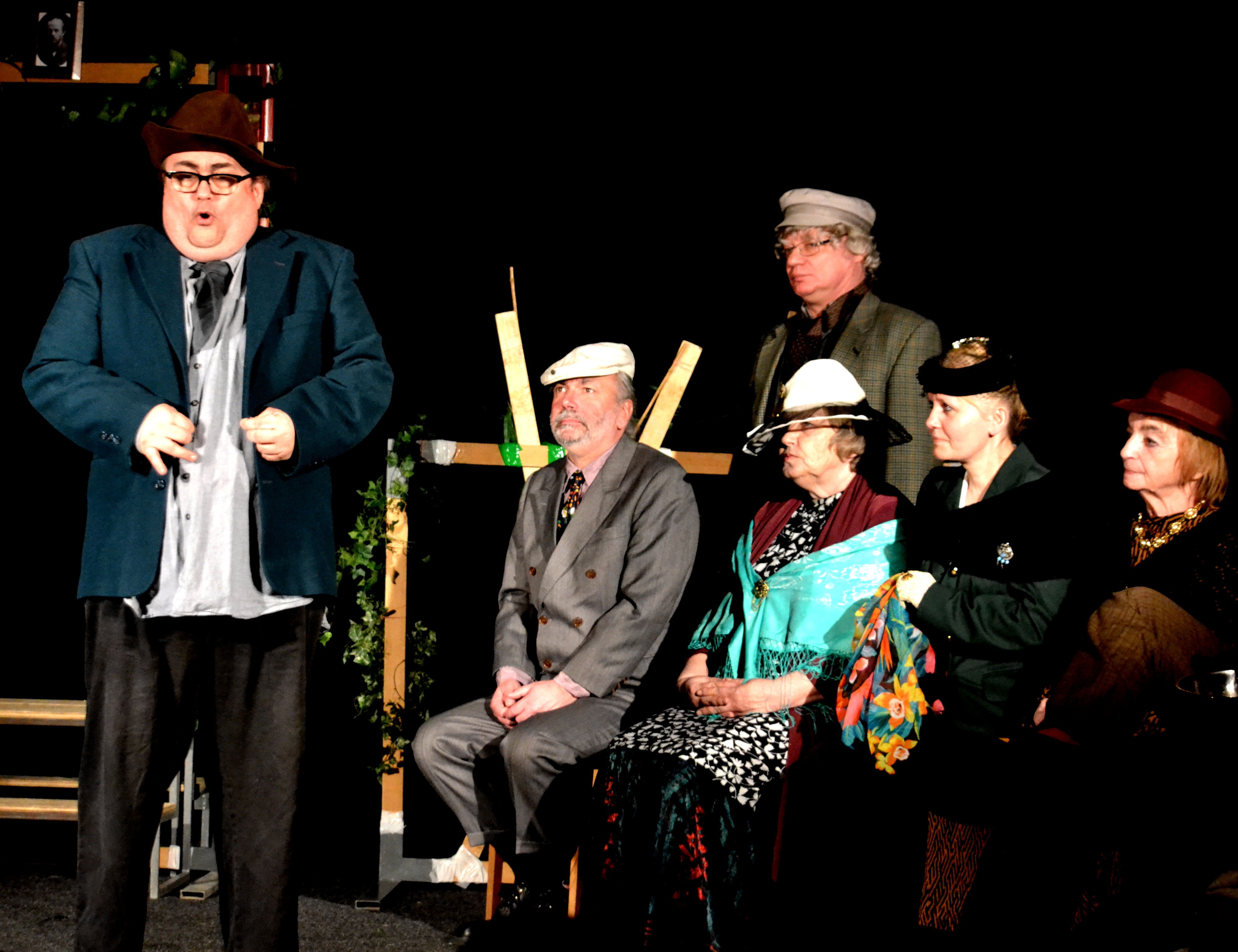
Záběr z představení hry F. J. Dostojevského „Svéráz obyvatel Stěpančikova“, režie Marie Kubrová (2014)

## Vznik divadla
U zrodu souboru Maryša v roce 1973 stály sestry Božena a Marie Kubrovy, které kolem sebe shromáždily především studenty z různých pražských vysokých škol. Soubor vystupoval příležitostně a nastudoval v letech 1973 až 1981 osm divadelních her. V roce 1982, když pražský soubor Esence opustil jeho zakladatel Martin Nezval, nabídli spolupráci režisérce Marii Kubrové a dalším členům souboru Maryša.

## Soubor divadla
Za dobu existence divadla se v souboru vystřídalo téměř 200 členů. Od samého počátku působí v souboru režisérka a umělecká vedoucí Marie Kubrová a její sestra Božena. Spolupracovníky a důležitými členy souboru jsou rovněž dramaturg a autor divadelních her Ivan Fried nebo výtvarníci Miroslav Bochňák (scéna a plakáty) a Dagmar Neumanová (kostýmy).
Soubor divadla v roce 2014 čítá dvacet členů, z nich někteří jsou potomky nebo rodinnými příslušníky dřívějších či stávajících členů, kteří hráli již v dětské skupině Esence.

## Zaměření divadla
Repertoár divadla tvořily resp. tvoří jednak zapomenuté, neznámé nebo málo hrané divadelní hry (Matěj poctivý, Mumraj, Brokát), dramatizace nedivadelních textů (Bulgakovův román Mistr a Markétka, epos Opičák Sun, Dostojevského Ves Stěpančikovo), autorské texty (Sindibád, Hrabě Špork, Nero, miláček Říma) ale i hry klasické (Purpurový ostrov, Jak se vám líbí, Hadrián z Římsů). Kromě her pro dospělé, uvedlo divadlo i několik her pro děti (dětská verze Opičáka Suna, Bonbony a hry). V posledních letech připravuje (hlavně pro turné) „rodinné“ hry (např. fantastické pohádky Carla Gozziho, romantická hra se zpěvy Bílá paní). V letech 1973 až 2013 divadlo nastudovalo celkem 37 divadelních inscenací a uskutečnilo více než 700 představení.

## Působiště divadla
Divadelní soubor vystřídal v průběhu své existence různé zřizovatele i prostory. Divadlo začínalo (pod jménem Maryša) v tělocvičně SOU stavební Zelený pruh v Praze 4 Krči, pak vystupovalo v různých pražských kulturních domech. Zkoušelo se doma nebo v učebnách ČVUT. V roce 1977 nakrátko zakotvilo v sále Ženských domovů pod hlavičku Závodního klubu ROH Tatra Smíchov. V roce 1982 získalo stálou scénu v Praze 3 na Vinohradech v sále ZK ROH Tesla Strašnice v Čáslavské ulici již jako divadlo Esence. Po revoluci 1989 byly závodní kluby zrušeny, soubor opět zkoušel v soukromí a v letech 1990–3 občas hrál v Městské knihovně v Praze 1. Od roku 1993 zkouší a hraje v Karlínském Spektru v Praze 8. Soubor vystupuje pohostinsky na mnoha dalších místech v Praze (Činoherní klub, Strašnické divadlo aj.) a v různých městech České republiky, ať již v rámci letní zájezdové činnosti, nebo na festivalech amatérských divadel (např. Karlínská tříska, Divadelní Třebíč), kde získal i řadu ocenění za režii, dramaturgii, kostýmy či herecké výkony. Soubor se účastnil i festivalů Mezi ploty (Praha, Brno, Dobřany) nebo Open Air Hradec Králové.

## Zájezdová činnost
V letech 1987 až 1989 pořádal soubor pravidelně v létě turné a tradice letních výjezdů pak byla obnovena v roce 1996. Jejich cílem byly a jsou především jižní Čechy – Vyšší Brod, Rožmberk, Český Krumlov, Zlatá Koruna.

## Uvedené divadelní hry, výběr
Uveden vždy rok první premiéry:
- 1973 Josef Mikuláš Boleslavský: Katovo poslední dílo
- 1973 Arnošt Dvořák, Ladislav Klíma: Matěj poctivý
- 1974 Alexander Nikolajevič Ostrovskij: Sněhurka
- 1975 Karel Elgart Sokol: Slunovrat
- 1976, 1992, 2002 Lev Birinskij: Mumraj
- 1977 William Shakespeare: Ložisko pro ložisko (Veta za vetu)
- 1979 Slawomir Mrozek: Mučedník Petr Ohey, režie Dušan Hübl
- 1981 Miquel Cervantes de Saavedra: Zázračné divadlo
- 1982 Hans Christian Andersen, Ivan Fried : Pohádka o vojákovi
- 1983 Michail Afanasjevič Bulgakov, Ivan Fried: Mistr a Markétka (32 repríz)
- 1984 Wu Čcheng-en, Ivan Fried: Opičák Sun (35 repríz)
- 1985 Ivan Fried: Zimní krajina s pastí na ptáky, na motivy románu Charles de Costera Tyll Ulenspiegel
- 1985 Ivan Fried a kol.: Bonbony a hry (přepracovaná Pohádka o vojákovi, později znovuuvedená dětskou skupinou pod názvem Anabuka), (celkem 71 repríz)
- 1987 Ivan Fried a kol.: Ultramarín (sci-fi kompilát)
- 1988 Ivan Fried: 3 x Sindibád námořník
- 1995 Václav Kliment Klicpera: Ženský boj, Ptáčník, Zlý jelen (uváděno pod názvem Tři Klicperové najednou)
- 1997 William Shakespeare: Falstaff ve Windsoru (podle her Williama Shakespeara: Veselé paničky windsdorské a Jindřich IV.)
- 1999 Václav Sojka: Brokát, princ z pohádky
- 2000 Carlo Gozzi: Láska ke třem pomerančům (58 repríz)
- 2001 Ivan Fried: Nero – miláček Říma
- 2003 Carlo Gozzi: Zelenavý ptáček
- 2004 Achille Campanile: Zločin ve vile Roung
- 2005 Ivan Fried: Hrabě Špork[4]
- 2006 Carlo Gozzi: Královna jelenem
- 2008 Jaroslav Gillar: Svéráz obyvatel Stěpančikova (dramatizace povídky Fjodora Michajloviče Dostojevského Ves Stěpančikovo)
- 2008 Eugene Scribe: Bílá paní Avenelská (libreto k opeře A. F. Boieldieua Bílá paní)
- 2009 William Shakespeare: Jak se vám líbí (Na dně)
- 2011 Michail Afanasjevič Bulgakov: Purpurový ostrov
- 2012 Miroslav Bochňák: Létající Ulenspiegel
- 2013 Václav Kliment Klicpera: Hadrián z Římsů
- 2015 Achille Campanile: Amfora
- 2017 Oscar Wilde: Fantom Simon
- 2018 V. K. Klicpera:  Všichni lháři
- 2021 Ivan Sergejevič Turgeněv: Snídaně na venkově (podle her Snídaně u maršálka a Měsíc na venkově)
- 2023 Fjodor Michajlovič Dostojevskij: Strýčkův sen

## Filmografie
- 1975 Šumáci, režie Marie Kubrová (volně na motivy hry Václava Krofta Světáci)
- 1976 Kolo, podle A. Schnitzler, režie Marie Kubrová
- 1982 Katastrofa v klidu, režie Marie Kubrová (na motivy povídek G. Suáreze a G. G. Márqueze)

## Galerie

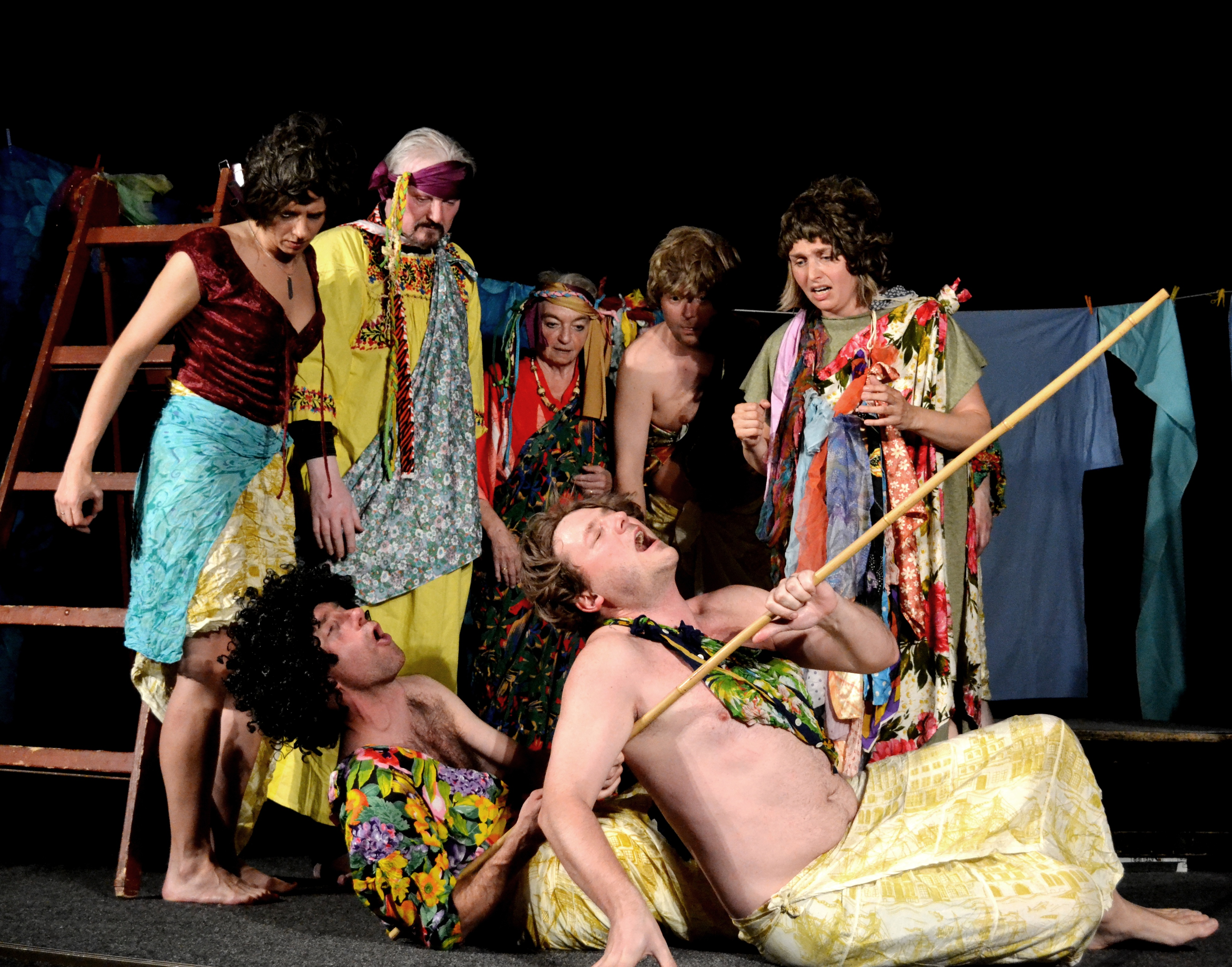
Michail Bulgakov: Purpurový ostrov
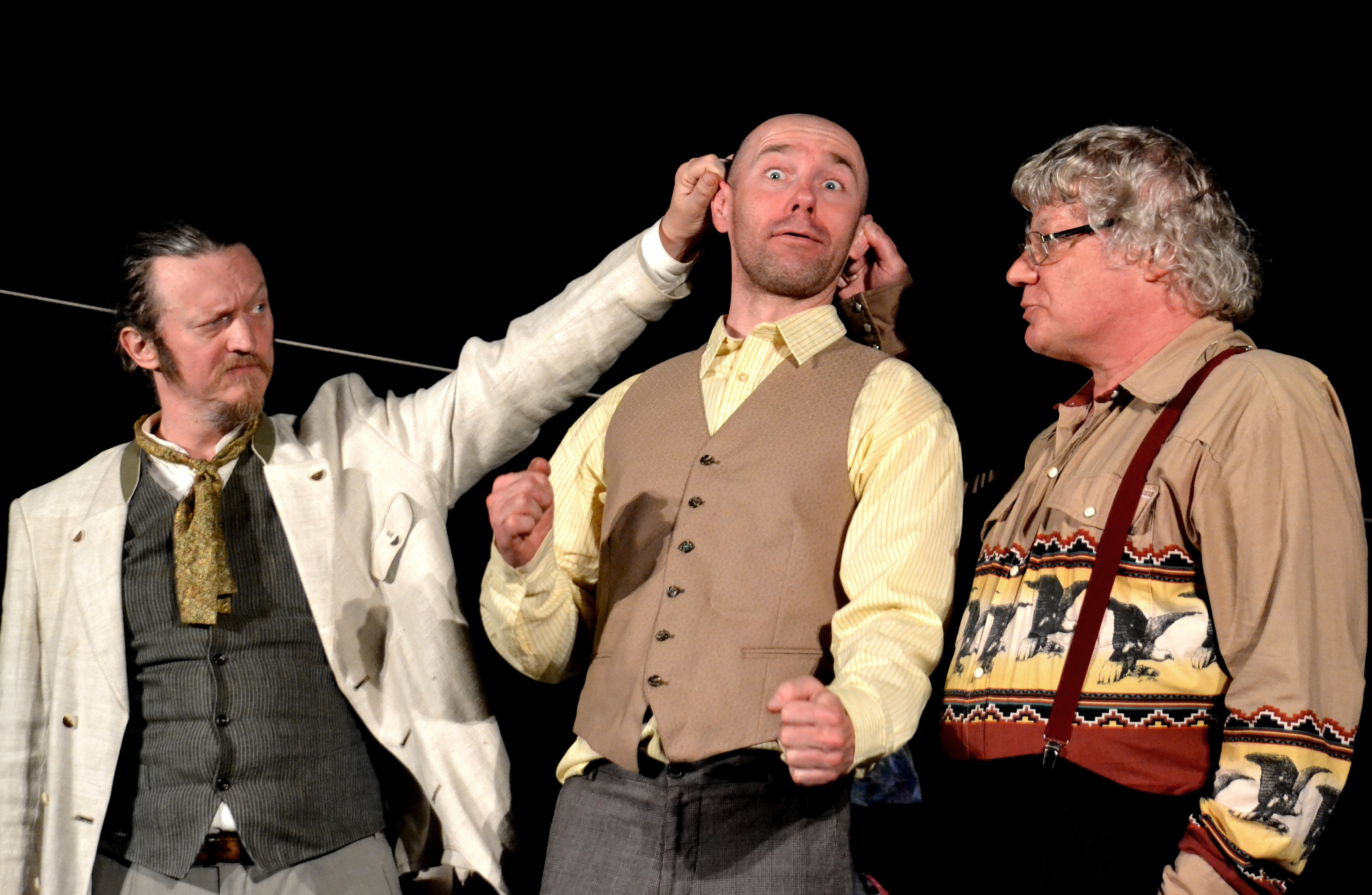
Michail Bulgakov: Purpurový ostrov
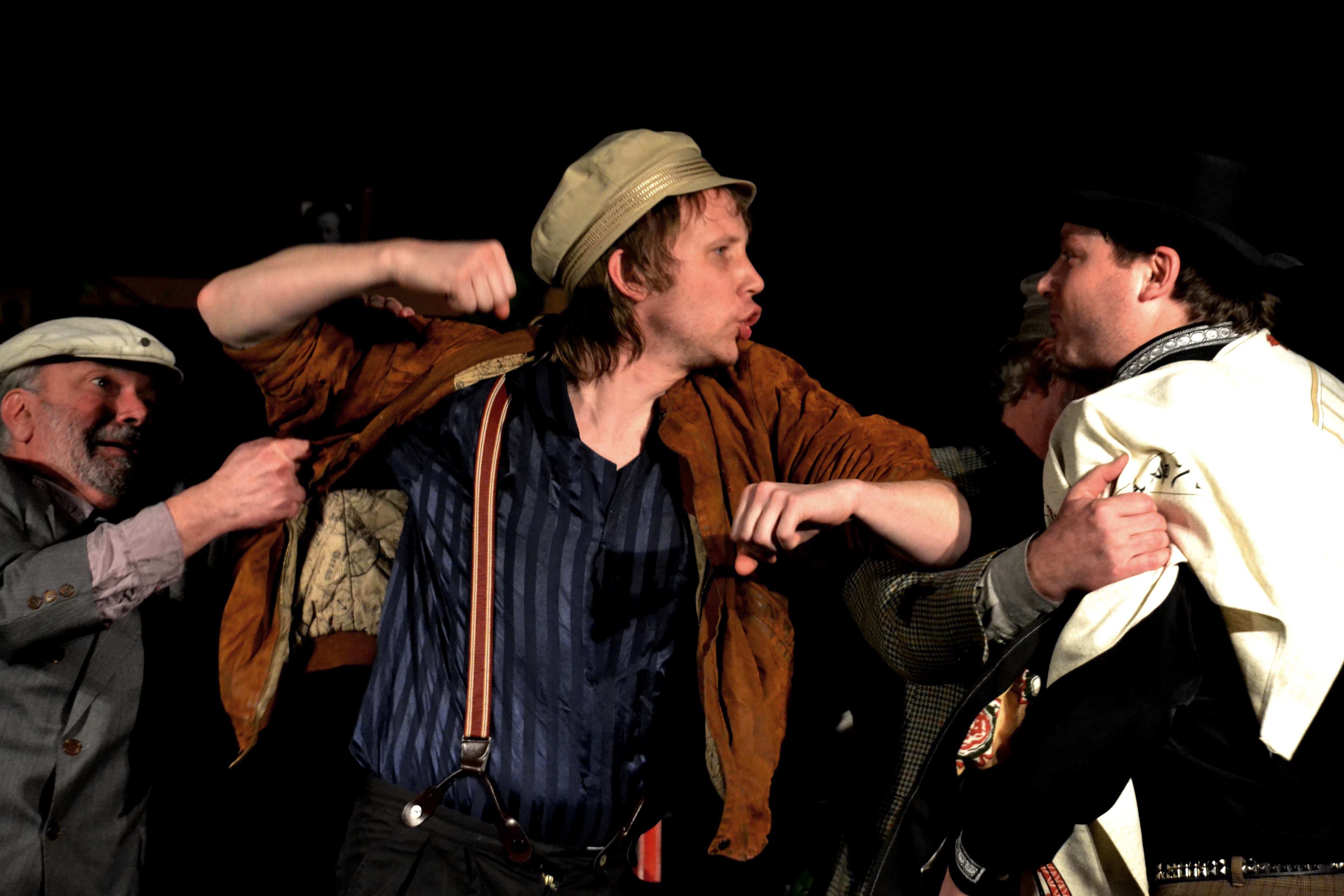
F. M. Dostojevskij, J.Gillar: Svéráz obyvatel Stěpančikova
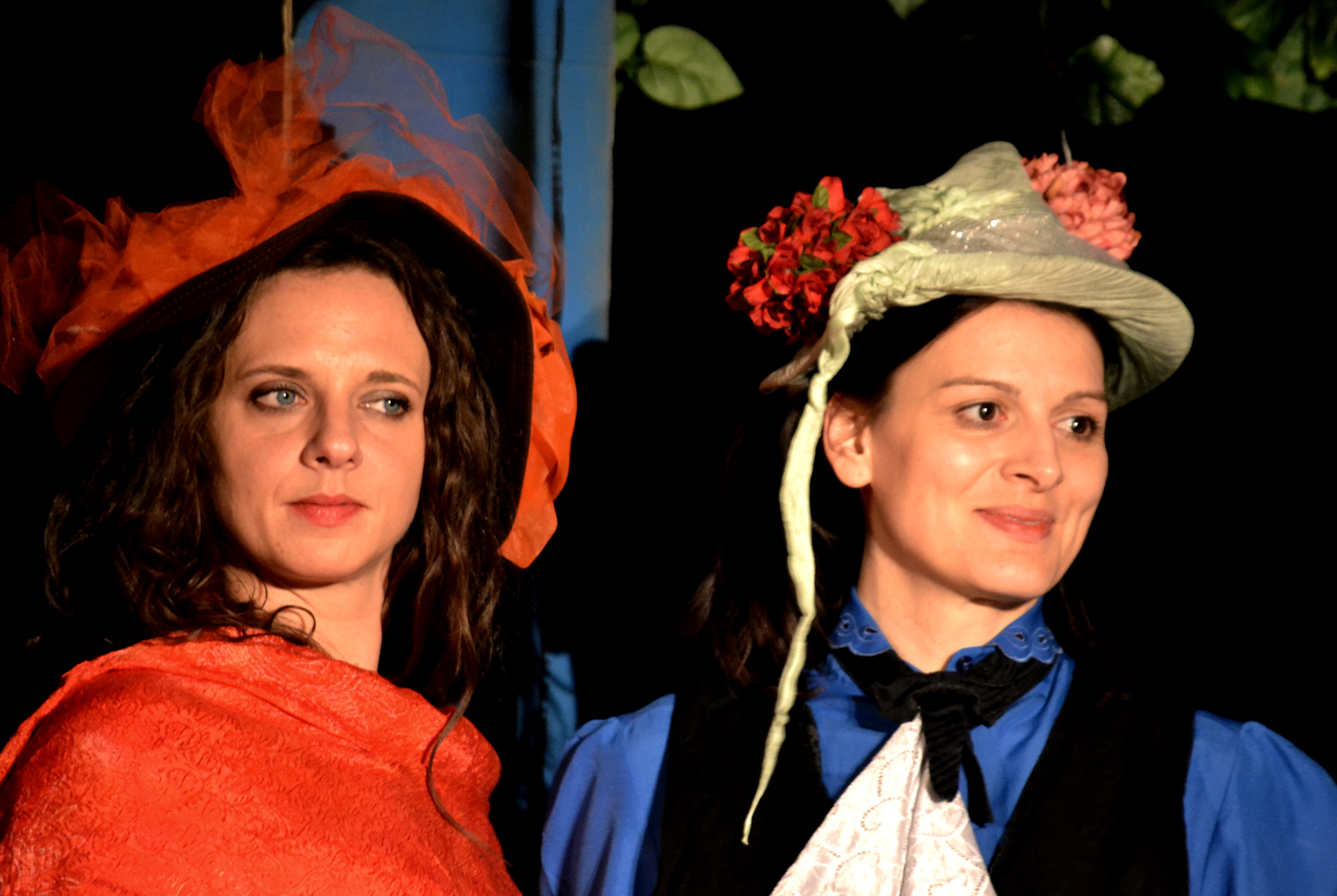
F. M. Dostojevskij, J. Gillar: Svéráz obyvatel Stěpančikova
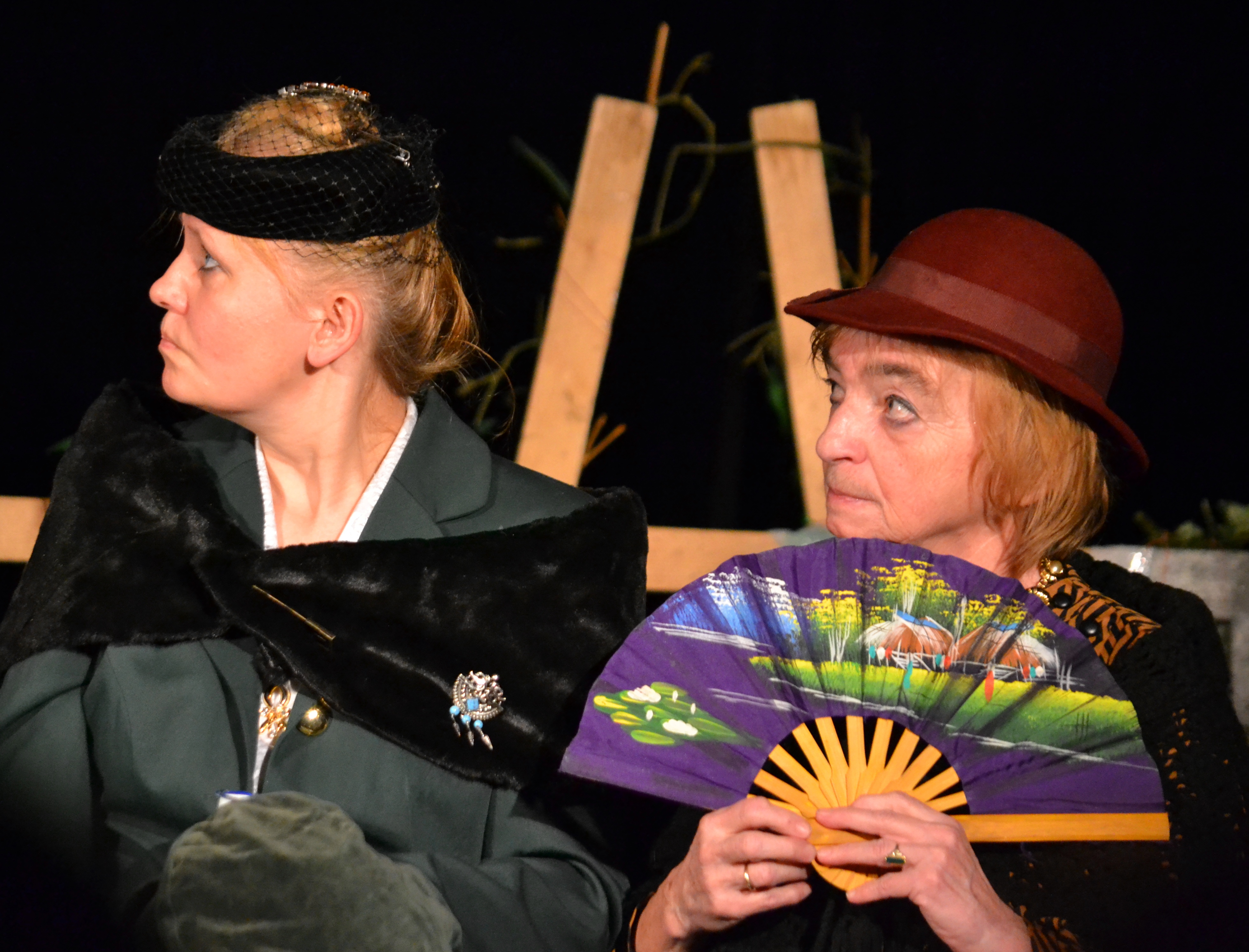
F. M. Dostojevskij, J. Gillar: Svéráz obyvatel Stěpančikova
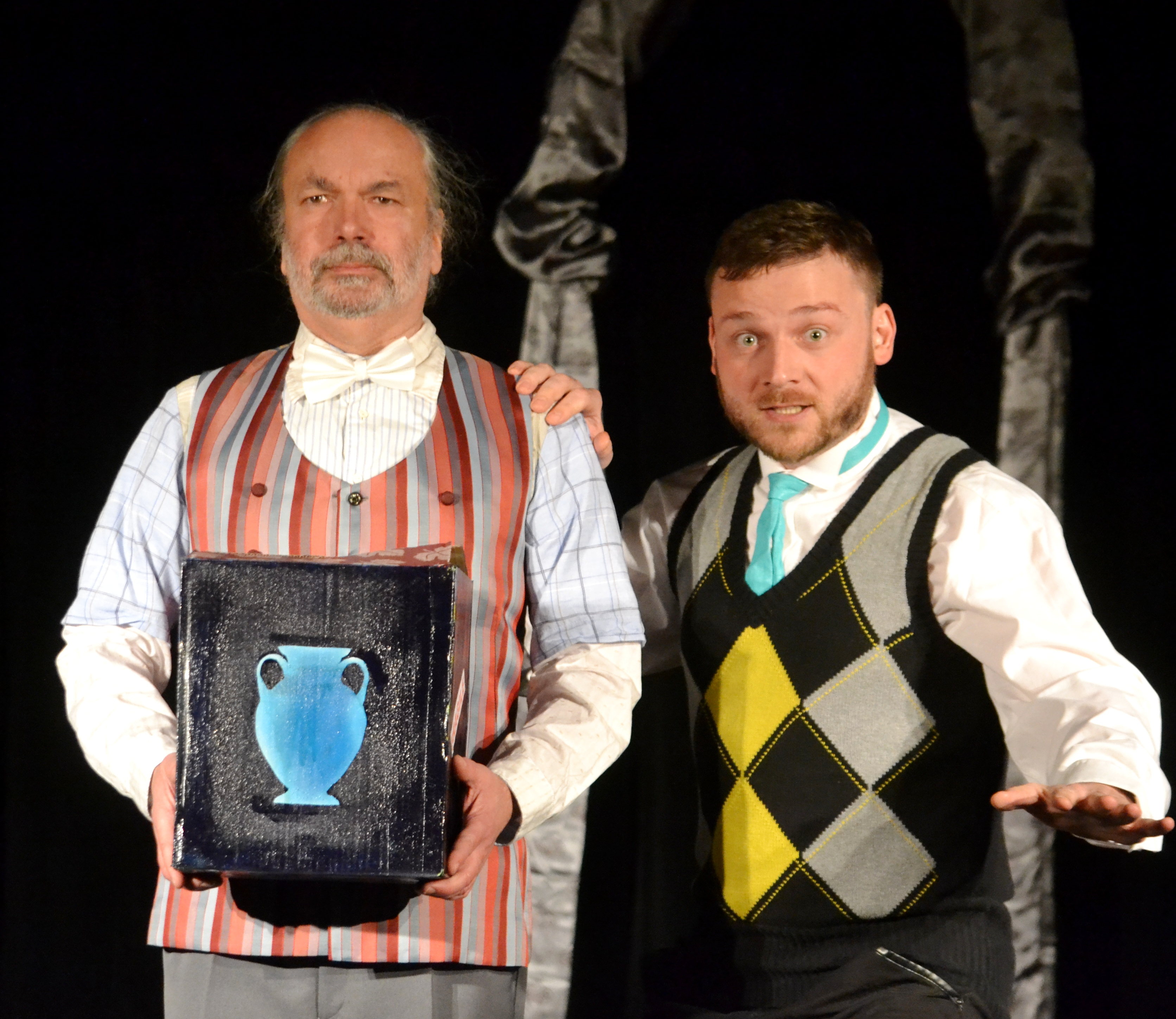
Achille Campanile: Amfora (2015)
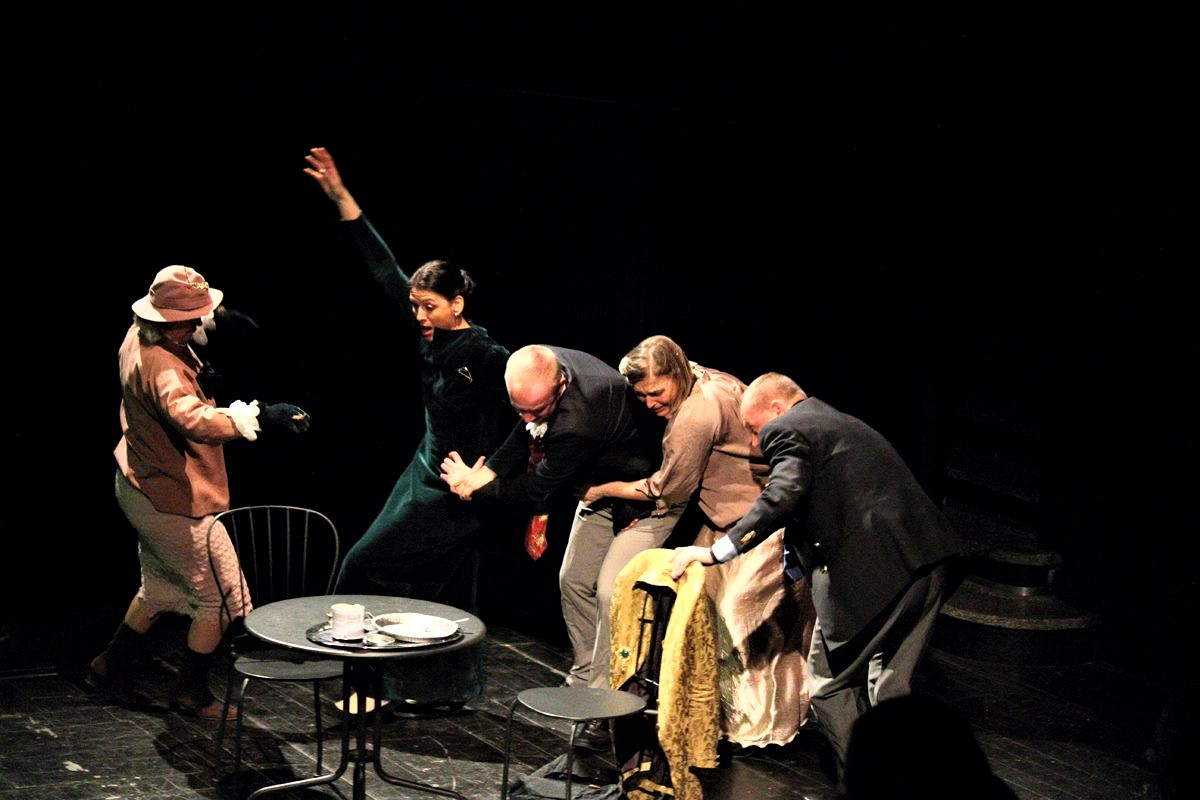
Oscar Wilde: Fantom Simon (2017)
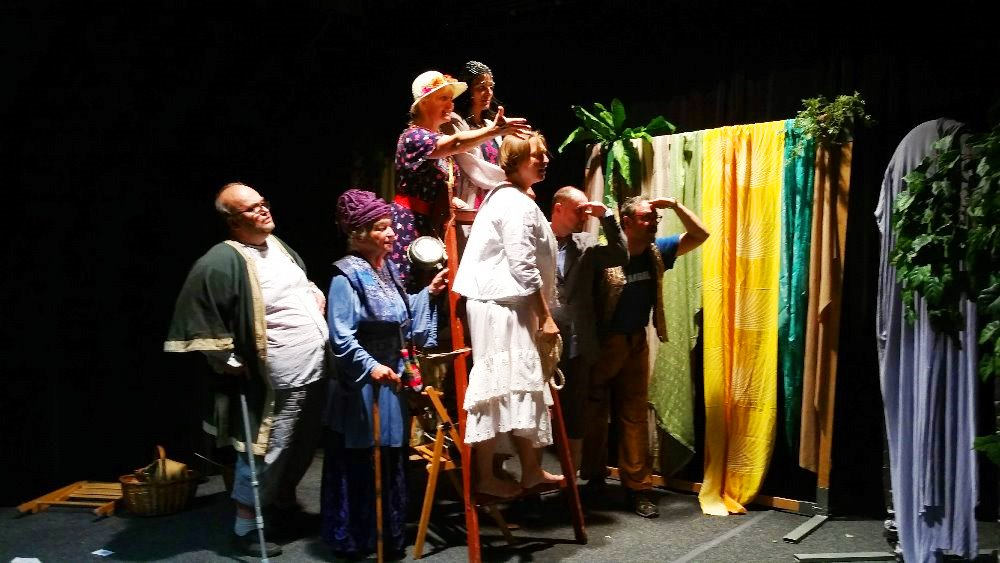
V. K. Klicpera:Všichni lháři (2018)
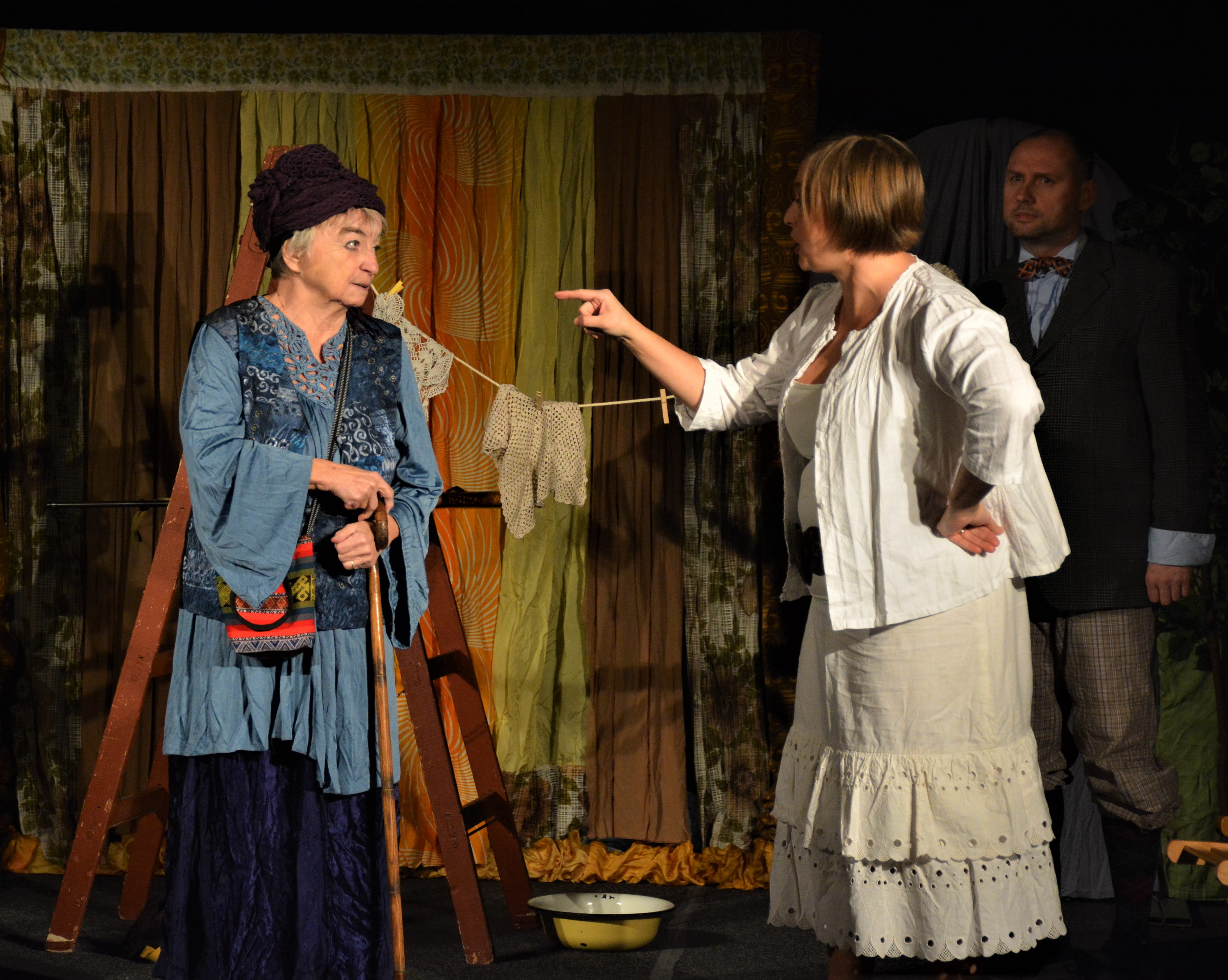
V. K. Klicpera:Všichni lháři (2018)